# Colchete
O colchete ou parêntese reto é um símbolo utilizado na língua portuguesa, na matemática, na química e também na informática. Em alguns casos, os parênteses têm maior precedência do que os colchetes, noutros a precedência é igual. 
Os seus símbolos são os seguintes: [ para abrir e ] fechar. 

## Emprego

### Linguagem escrita
Os colchetes têm finalidade semelhante aos parênteses, que é a de explicar, esclarecer algo. Todavia, enquanto os parênteses são usados com a função de vírgulas intercaladas (uma explicação dentro do texto, como esta agora), os colchetes indicam um esclarecimento de alguém sobre um texto alheio, sobretudo em material de cunho jornalístico.
Colchetes: recurso gráfico [ ] com função semelhante à dos parênteses, mas mais abrangente. Permite introduzir breves esclarecimentos no texto, principalmente em artigos ou traduções, para deixar claro que a observação não constava da versão original.
Os colchetes podem ser empregados das seguintes formas, as quais incluem também material didático, filológico e científico:
1) Em definições de dicionários, para fazer referência à etimologia da palavra:
- Amor- (ô). [Do lat. amore.] 1. Sentimento que predispõe alguém a desejar o bem de outrem, ou de alguma coisa: amor ao próximo; amor ao patrimônio artístico de sua terra. (Novo Dicionário Aurélio)

2) Para intercalar palavras ou símbolos não pertencentes ao texto:
- Em Aruba se fala o espanhol, o inglês, o holandês e o papiamento. Aqui estão algumas palavras de papiamento que você certamente irá usar:
  - Bo ta bon? [Você está bem?]
  - Dios ta di Brazil. [Deus é brasileiro.]

3) Para indicar omissões intencionais de partes na transcrição de um texto, sobretudo em livros, teses e artigos científicos:
- "É homem de sessenta anos feitos [...] corpo antes cheio que magro, ameno e risonho." (Machado de Assis)[3]

4) Para inserir comentários e observações em textos e declarações de outrem, deixando assim claro que se trata de citação de alguém de fora do texto:
- Machado de Assis escreveu muitas cartas a Sílvio Dinarte [pseudônimo do Visconde de Taunay], de quem era muito amigo.

- Numa entrevista, o ator revelou: "Adorei viajar no trecho entre Roxton e Paris [ele se refere aqui a Paris, Texas, e não à capital francesa], pois vimos uma pitoresca caravana de carruagens dos Amish na autoestrada, algo que nunca tinha visto antes."

5) Para acrescentar uma palavra, a fim de esclarecer a anterior:
- Assim como Amália Rodrigues, Dulce [Pontes] e Mariza são duas grandes intérpretes da música portuguesa.

### Informática
Em diversas linguagens de programação, os colchetes são utilizados para definição de listas e arrays. Exemplo: [4, 1, 9] é um conjunto sequencial dos inteiros 4, 1 e 9. 

### Química
É utilizado na Química para indicar concentração.